# Eureka (Missouri)
Eureka é uma cidade localizada no estado americano do Missouri, no Condado de St. Louis.

## Demografia
Segundo o censo americano de 2000, a sua população era de 7676 habitantes.
Em 2006, foi estimada uma população de 9072, um aumento de 1396 (18.2%).

## Geografia
De acordo com o United States Census Bureau tem uma área de 26,2 km², dos quais 26,0 km² cobertos por terra e 0,2 km² cobertos por água. Eureka localiza-se a aproximadamente 228 m acima do nível do mar.

## Localidades na vizinhança
O diagrama seguinte representa as localidades num raio de 12 km ao redor de Eureka.